# Heterocladium gastrodes
Heterocladium gastrodes là một loài rêu trong họ Thuidiaceae. Loài này được (Welw. & Duby) A. Jaeger mô tả khoa học đầu tiên năm 1878.